# Gela
Gela é uma comuna italiana da região da Sicília, província de Caltanissetta, com cerca de 72 444 habitantes. Estende-se por uma área de 276 km², tendo uma densidade populacional de 262 hab/km². Faz fronteira com Acate (RG), Caltagirone (CT),Butera, Mazzarino e Niscemi (CL).

## Demografia
| Variação demográfica do município entre 1861 e 2011                               |
|                                                                                   |
| Fonte: Istituto Nazionale di Statistica (ISTAT) - Elaboração gráfica da Wikipedia |